# (455739) Isabelita
(455739) Isabelita est un astéroïde de la ceinture principale.

## Description
(455739) Isabelita est un astéroïde de la ceinture principale. Il fut découvert le 2 mai 2005 à La Cañada par Juan Lacruz. Il présente une orbite caractérisée par un demi-grand axe de 2,46 UA, une excentricité de 0,169 et une inclinaison de 3,03° par rapport à l'écliptique.